# Пожарная Балка
Пожарная Балка (укр. Пожарна Балка) — село,
Тростянецкий сельский совет,
Полтавский район,
Полтавская область,
Украина.
Код КОАТУУ — 5324086207. Население по переписи 2001 года составляло 77 человек.

## Географическое положение
Село Пожарная Балка находится в 1,5 км от правого берега реки Ворскла,
на расстоянии в 0,5 км от села Буланово и в 1-м км от села Сапожино.